# Mór Jókai
Mór Jókai de Ásva (en húngaro: ásvai Jókai Mór; Komárom (actual Komárno), 18 de febrero de 1825 – Budapest, 5 de mayo de 1904) fue un novelista noble húngaro, el «gran cuentista húngaro», miembro de la Academia de Ciencias de Hungría. En algunos países se le conoce con el nombre Maurus Jokai.

## Biografía
Mór Jókai, originalmente Móricz Jókay, nace en Komárom, en una familia noble minifundista, hijo de József Jókay y Mária Pulay. Su padre, noble empobrecido, tras verse obligado a vender sus tierras, se hace abogado.
Jókai finaliza la escuela en Komárom y en el instituto reformado de Pozsony (actual Bratislava), adonde es enviado por sus padres para perfeccionar el alemán, después al colegio reformado de Pápa, donde se bachillera. En la esfera literaria traba amistad con Sándor Petőfi. Entonces aparecen sus primeros relatos.
Aunque se diploma en derecho en Kecskemét y más tarde practica la abogacía en Pest, en 1844, tras el éxito de su primera novela Hétköznapok (Días laborables), vuelve la espalda a su carrera como abogado y consagra su vida a la escritura. En 1846 se hace miembro de la compañía Tízek; al principio edita el diario de la compañía Pesti Füzetek (Cuadernos de Pest), y tras su prohibición el nuevo, Életképek (Cuadros de género).
En la revolución húngara de 1848 adopta un papel activo: Ayuda en la redacción de los 12 puntos, se hace miliciano, publica escritos contra los Habsburgo en las columnas del Pesti Hírlap y de Esti Lapok, en delegación se encuentra con los rebeldes vieneses y como editor del periódico oficial acompaña a Debrecen al gobierno fugitivo.
La noche del 15 de mayo de 1848 presencia la representación de Bánk Bán en el Teatro Nacional Húngaro. Aquí actúa Róza Laborfalvi en el papel de la reina Gertrudis, quien kokarda. Del encuentro nace el amor y el 29 de agosto se casan. El matrimonio indigna seriamente tanto a sus familias, como a sus amigos (entonces rompe su amistad con Petőfi), ya que la entonces conocida y exitosa actriz era mayor que Jókai y madre de un hijo ilegítimo.
Tras el fracaso de la revolución húngara de 1848 tiene que esconderse, escapando a Tardona. “Egy bujdosó naplója” (Diario de un fugitivo) describe este periodo. En 1849, en parte gracias a la intervención de su esposa, para quien obtiene un salvoconducto de komárom, es indultado y puede volver a su hogar.
Escribe muchas novelas y ya en los años 1850 es inmensamente popular. Éste es su periodo más productivo; por ello él es el primer escritor húngaro, que puede llevar un tren de vida de gran burgés con sus ingresos. Viaja mucho, en 1853 va por primera vez a Erdély. Acompaña también varias veces a su esposa por sus actuaciones. El 3 de septiembre de 1857 se inaugura el Teatro Nacional de Miskolc con un discurso de apertura de Jókai y una actuación de Laborfalvi . En esta misma época descubre sus problemas pulmonares y cardiacos. 
En diciembre de 1858 se hace corresponsal de la Academia de Ciencias de Hungría, en 1860 pasa a formar parte de la compañía Kisfaludy. En 1861 es representante de la ciudad de Siklós.
Mientras inicia varios periódicos: En 1856 Nagy Tükor (Gran Espejo), en 1858 el diario satírico Üstökös (Cometa), en 1863 funda la revista A Hon (Patria). El gobierno encuentra ofensivo una de las editoriales de la revista, así, Jókai como editor responsable, es condenado a un año de cárcel. Sale de prisión un mes más tarde. En los años 1880 se retira, uno tras otro, dimite de la edición de sus diarios; de la unión de Hon y Ellenőr (Revisor) aparece Nemzet (Nación), al que tras su cese sucede Magyar Nemzet del que es editor jefe de nombre hasta su muerte. Entonces pasa mucho tiempo en balnearios extranjeros, en el jardín de Svábhegy, así como en la villa de Balatonfüred, en la orilla del lago Balatón. 
En 1894 con ocasión sus bodas de oro como escritor, en compañía de una enorme exaltación, aparece la edición de lujo en 100 volúmenes de su obra y la Real Universidad Húngara de Ciencias lo nombra doctor honoris causa.
El 20 de noviembre de 1886 fallece su esposa, Róza Laborfalvi. Jókai se muda entonces a la casa de su nieta adoptiva, Róza Jókai (Hija de Róza Benke), esposa del pintor Árpad Feszty. Su relación se estropea, porque el 16 de septiembre el anciano escritor toma por esposa a la entonces veinteañera Bella Nagy. La opinión pública también acoge el acontecimiento con gran indignación. La pareja no se preocupa con los ataques, viaja frecuentemente al extranjero y Jókai con inquebrantable brío escribe novelas como „Az én életem regénye” (la novela de mi vida), A mi lengyelünk (nuestro polaco), Ahol a pénz nem isten (Donde el dinero no es dios) o A börtön virága (La flor de la cárcel), aunque el nivel de éstas no llega al de sus anteriores obras maestras.
La primavera de 1904 a su regreso de Niza, Jókai se resfría. El 5 de mayo de 1904 a las 9 dice: “Quiero dormir”. Fallece a los 79 años de pulmonía.

## Principales obras

### En castellano
- El castellano convertido (1887). Publicada en catalán en 1893 con el título de L ' amo nou
- Un hombre de oro (1907).
- La de los ojos de ibón (1927). Publicada antes en catalán con el título La dama dela ulls de mar 1903
- Amado hasta el patíbulo (¿). Misma versión de la publicada en Chile con el título de El verdugo de Hefalú.
- La rosa amarilla, Espasa-Calpe (1959)
- Un hombre de oro, Sopena (1960). También publicada en la misma versión en 1979 en La Habana
- Bajo la sombra de Ali bajá, Futuro (1945) Buenos Aires.
- Los diamantes negros  (1976) La Habana

### En húngaro
- Hétköznapok (novela, Pest, 1846)
- Vadon virágai (relatos, Pest, 1848)
- Forradalmi és csataképek 1848 és 1849-ből (relatos, Pest, 1850)
- Egy bujdosó naplója (relatos, Pest, 1851)
- Erdély aranykora (novela, Pest, 1852)
- Török világ Magyarországon (novela, Pest, 1853)
- Egy magyar nábob (novela, Pest, 1853–1854)
- Janicsárok végnapjai (novela, Pest, 1854)
- Kárpáthy Zoltán (novela, Pest, 1854)
- A régi jó táblabírák (novela, 1856)
- Szegény gazdagok (novela, Pest, 1860)
- A magyar nemzet története (Apuntes históricos, Pest, 1860)
- Az új földesúr (novela, Pest, 1862)
- Politikai divatok (novela, Pest, 1862–1864)
- Mire megvénülünk (novela, Pest, 1865)
- Szerelem bolondjai (novela, Pest, 1868–1869)
- A kőszívű ember fiai (novela, Pest, 1869)
- Fekete gyémántok (novela, Pest, 1870)
- Eppur si muove. És mégis mozog a föld (novela, Pest, 1872)
- Az arany ember (novela, Pest, 1872)
- A jövő század regénye (novela, Pest, 1872–1874)
- Enyém, tied, övé (novela, Budapest, 1875)
- Az élet komédiásai (novela, Budapest, 1876)
- Egy az Isten (novela, Budapest, 1877)
- Névtelen vár (novela, Budapest, 1877)
- Szép Mikhál (novela, 1877)
- Rab Ráby (novela, Pozsony, 1879)
- Szabadság a hó alatt, vagy a zöld könyv (novela, 1879)
- Szeretve mind a vérpadig (novela, Budapest, 1882)
- A lőcsei fehér asszony (novela, Budapest, 1885)
- A cigánybáró (novela, Budapest, 1885)
- Életemből (memorias, Budapest, 1886)
- A három márványfej (novela, 1887)
- Jocus és Momus (anecdotario, 1888)
- A lélekidomár (novela, 1888-89)
- A tengerszemű hölgy (novela, Budapest, 1890)
- Gazdag szegények (novela, Budapest, 1890)
- Nincsen ördög (novela, 1891)
- Rákóczy fía (novela, 1891)
- Sárga rózsa (novela, Budapest, 1893)
- Fráter György (novela, Budapest, 1893)
- A Kráó (novela, 1895)
- Tégy jót! (novela, 1895)
- Öreg ember nem vén ember (novela, 1900)
- A börtön virága (novela, 1904)
- A két Trenk (novela, Budapest, 1907?)

## Banco conmemorativo de Mór Jókai
- Mundo turco en Hungría